# Hamilton Pereira
Hamilton Miguel Pereira Ferrón (Tacuarembó, Uruguay, 26 de junio de 1987) es un futbolista uruguayo juega de Volante.

## Clubes
| Club                | País      | Año         | PJ | Goles |
| ------------------- | --------- | ----------- | -- | ----- |
| Tacuarembó          | Uruguay   | 2008-2009   | ?  | 2     |
| Peñarol (Cedido)    | Uruguay   | 2009-2010   | 5  | 0     |
| Tacuarembó          | Uruguay   | 2010-2013   | 13 | 0     |
| River Plate         | Uruguay   | 2013-2014   | 64 | 4     |
| Monarcas Morelia    | México    | 2014        | 13 | 2     |
| Danubio             | Uruguay   | 2015        | 17 | 2     |
| Barcelona           | Ecuador   | 2015        | 20 | 0     |
| Sarmiento de Junín  | Argentina | 2016 - 2017 | 33 | 0     |
| Tigre               | Argentina | 2017        | 4  | 0     |
| Los Andes           | Argentina | 2018        | 0  | 0     |
| Deportivo Maldonado | Uruguay   | 2019        |    |       |
| Cerro Largo         | Uruguay   | 2020-2021   |    |       |
| CA Cerro            | Uruguay   | 2022-2023   |    |       |
| Cerro Largo         | Uruguay   | 2023-2024   |    |       |

## Títulos
| Título              | Club             | País    | Año  |
| ------------------- | ---------------- | ------- | ---- |
| Campeonato Uruguayo | Peñarol          | Uruguay | 2010 |
| SuperCopa MX        | Monarcas Morelia | México  | 2014 |